# Rondibilis dohertyi
Rondibilis dohertyi là một loài bọ cánh cứng trong họ Cerambycidae.